# Hjortsberga
Hjortsberga is een plaats in de gemeente Alvesta in het landschap Småland en de provincie Kronobergs län in Zweden. De plaats heeft 229 inwoners (2005) en een oppervlakte van 63 hectare.

## Verkeer en vervoer
Bij de plaats lopen de Riksväg 25 en Riksväg 27.
Vroeger had de plaats ook een station op de nog wel bestaande spoorlijn Göteborg - Kalmar / Karlskrona.